# Hisonotus maculipinnis
Hisonotus maculipinnis (Гісонотус плямистий) — вид риб з роду Hisonotus родини Лорікарієві ряду сомоподібні. Інша назва «гісонотус строкатоплавцевий».

## Опис
Загальна довжина сягає 4 см. Спостерігається статевий диморфізм: самиця більша за самця. Голова доволі велика. Морда загострена з маленькими одонтодами (шкіряними зубчиками). Очі маленькі. Вуси короткі. Рот являє собою присоску. Губи витягнуті донизу. Верхня щелепа трохи довша за нижню. Тулуб стрункий, вкритий дрібними кістковими пластинками. Черево вкрите пластинками, що розкидані довільно. Спинний плавець витягнутий назад, торкається тіла. Грудні плавці довгі з 1 жорстким променем, у самців також з дрібними шипиками. Черевні плавці значно поступаються грудним. Жировий плавець відсутній. Анальний плавець маленький. Хвостовий плавець добре розвинений, широкий, з виїмкою.
Забарвлення спини оливкове, з боків — жовто-сіре з великою кількістю темних плям, розташованих у вигляді двох смуг шахової дошки. Плавці прозорі з такими самими плямами, як з боків. На кінці хвостового плавця є чорні смужки.

## Спосіб життя
Є бентопелагічною рибою. Зустрічається на помірній течії. Тримається нижніх шарів води. Теплолюбна. Активна вдень. Живиться водоростевими обростаннями.
Самиця відкладає ікру в укриттях. Самець охороняє та вентилює ікру.

## Розповсюдження
Зустрічається в річках Парана, Парагвай, Ла-Плата.